# Pollenia rufifemorata
Pollenia rufifemorata är en tvåvingeart som beskrevs av Knut Rognes och Arturo Baz 2008. Pollenia rufifemorata ingår i släktet vindsflugor, och familjen spyflugor.
Artens utbredningsområde är Spanien. Inga underarter finns listade i Catalogue of Life.